# Guillaume de Nassau-Sarrebruck
Guillaume de Nassau-Sarrebruck, (en allemand Wilhelm von Nassau-Saarbrücken), né le 18 décembre 1590 à Ottweiler, mort le 22 août 1640 à Metz.
Il est comte de Nassau-Sarrebruck, comte de Nassau-Ottweiler de 1629 à 1640.

## Famille
Fils de Louis II de Nassau-Weilbourg et d'Anne-Marie de Hesse-Cassel.
En 1615, Guillaume de Nassau-Sarrebruck épousa Anne-Amélie de Bade-Durlach (1595-1651), fille du margrave Georges-Frédéric de Bade-Durlach.
Douze enfants sont nés de cette union :
- Anne de Nassau-Sarrebruck (1617-1667), en 1640 elle épouse le duc Frédéric de Palatinat-Deux-Ponts (†1661)

- Maurice de Nassau-Sarrebruck (1618-1618)

- Charlotte de Nassau-Sarrebruck (1619-1687), en 1650 elle épouse le comte Louis de Leiningen-Westerbourg (†1688)

- Crato de Nassau-Sarrebruck (1621-tué en 1642), comte de Nassau-Sarrebruck de 1640 à 1642

- Anne de Nassau-Sarrebruck (1623-1695), elle entre dans les ordres

- Jean-Louis de Nassau-Ottweiler (1625-1690), comte de Nassau-Sarrebruck, comte de Nassau-Ottweiler de 1642 à 1690, en 1649 il épouse Dorothée de Birkenfeld-Bischweiler (1634-1715), fille du comte palatin Christian Ier von Birkenfeld-Bischweiler, huit enfants dont Frédéric-Louis de Nassau-Ottweiler (1651-1728), comte de Nassau-Ottweiler de 1680 à 1728, comte de Nassau-Rixigen de 1703 à 1728, comte de Nassau-Wiesbaden, comte de Nassau-Idstein de 1721 à 1728 (En 1728, la Nassau-Ottweiler est uni à la Nassau-Usingen).

- Marie-Sybille de Nassau-Sarrebruck (1628–1699), épouse Auguste-Philippe de Schleswig-Holstein-Sonderbourg-Beck

- Gustave-Adolphe de Nassau-Sarrebruck (1632-1677), comte de Nassau-Sarrebruck de 1659 à 1677, (en 1659 le Nassau-Sarrebruck[1] est divisé en Nassau-Ottweiler, Nassau-Sarrebruck, Nassau-Usingen). En 1662, il épouse Éléonore-Claire de Hohenlohe-Neuenstein (1632-1709), (fille du comte Charles VII de Hohenlohe-Neuenstein et de Sophie de Deux-Ponts-Birkenfeld), sept enfants sont issus de cette union, dont Louis-Crato de Nassau-Sarrebruck (1663-1713), comte de Nassau-Sarrebruck de 1677 à 1713. En 1713 la Nassau-Sarrebruck est unie à la Nassau-Ottweiler et Charles-Louis de Nassau-Sarrebruck (1665-1723), comte de Nassau-Sarrebruck de 1713 à 1723.

- Georges de Nassau-Sarrebruck (1633-1635)

- Valéran de Nassau-Usingen, prince de Nassau-Usingen

Guillaume de Nassau-Sarrebruck appartient à la septième branche (Nassau-Weilbourg) issue de la seconde branche (Nassau-Wiesbaden-Idstein) de la Maison de Nassau. Cette lignée de Nassau-Weilbourg appartint à la tige valmérienne qui donna des grands-ducs au Luxembourg.